# Peggy, the Will O' the Wisp
Peggy, the Will O' the Wisp è un film muto del 1917 diretto da Tod Browning. I due interpreti principali, Mabel Taliaferro e Thomas Carrigan, all'epoca erano marito e moglie.

## Trama
Peggy Desmond, figlia di un magistrato irlandese, ama riamata il capitano Neil Dacey. Di lei si è, però, invaghito Terence O'Malley, nipote dello squire, il più ricco proprietario terriero della zona. Anche se il vecchio O'Malley le offre di pagare i debiti del padre se lei accetterà di sposare suo nipote Terence, la ragazza rifiuta. Anzi, ispirandosi alle gesta di Rory O'More, una sorta di Robin Hood irlandese, Peggy si traveste da uomo e rapina lo squire, donando poi la borsa con il denaro rubato a uno dei miseri fittavoli del latifondista.
Il capitano Dacey viene incaricato di prendere il bandito che lui ignora essere la sua fidanzata: Peggy lo raggira con un sotterfugio, sfuggendo alla cattura. Quando, accanto al corpo di O'Malley, rinvenuto cadavere, viene trovata la pistola di Dacey, questi viene accusato della morte dello squire che è stato assassinato. Convinta dell'innocenza di Neil, Peggy si traveste nuovamente e costringe Terence, il vero assassino, a confessare il delitto.
Una volta libero, Dacey capisce finalmente che il bandito non è altri che la sua Peggy.

## Produzione
Il film fu prodotto dalla Rolfe Photoplays.

## Distribuzione
Distribuito dalla Metro Pictures Corporation (A Metro Wonderplay), il film uscì nelle sale cinematografiche USA il 2 luglio 1917.